# Йотация в праславянском языке
Изменение согласных в сочетании с j в праславянском языке состояло в переходном смягчении согласных в результате воздействия звука [j] (йота) и было вызвано, по-видимому, действием закона открытого слога (поскольку согласный перед [j] закрывал слог: *zem-ja > ст.‑слав. зємлꙗ).
Сочетания согласных с *j очень часто встречались в праславянском языке, в связи с тем, что *j входил в состав ряда частотных формантов: суффикса притяжательных прилагательных (*otьkъ > *otьcь «отец», но *otьkj- > *otьčь «отчий»), суффикса сравнительной степени прилагательных, словообразовательных формантов существительных и глаголов.

## Изменения согласных
[j], воздействуя на предшествующие согласные и группы согласных, вызывал следующие изменения:
|          | Праславянский (ранний и поздний) | Старославянский |
| -------- | -------------------------------- | --------------- |
| kj > č’  | *plakjos > *plačь                | плачь           |
| gj > ž’  | *lǔgja > *lъža                   | лъжа            |
| chj > š’ | *douchja > *duša                 | доуша           |
| rj > r’  | *bourja > *bur'a                 | боурꙗ           |
| lj > l’  | *volja > *vol'a                  | волꙗ            |
| nj > n’  | *konjos > *kon'ь                 | конь            |

## Сочетания *sj, *zj
Ю. В. Шевелёв полагал, что йотация в сочетаниях *sj и *zj происходила по следующей схеме: *sj, *zj > *š’j, *ž’j > *š’š’, *ž’ž’ > *š’, *ž’.
|         | Праславянский (ранний и поздний) | Старославянский |
| ------- | -------------------------------- | --------------- |
| sj > š’ | *peisjōn > *pišǫ                 | пишѫ            |
| zj > ž’ | *kozja > *koža                   | кожа            |

## Сочетания *tj, *dj
По всей вероятности, сочетания *tj и *dj первоначально дали *ť и *ď, которые затем, уже в истории отдельных славянских языков, изменились различным образом.
Судьба слов *matjexa «мачеха» (< *mati «мать») и *sadja «сажа» (< *saditi sę «садиться») в славянских языках:
| Восточные (ч, ж)      | Западные (c, dz/z)          | Южные                               |
| --------------------- | --------------------------- | ----------------------------------- |
| др.-рус. мачеха, сажа | чеш. macecha, sáze          | церк.-слав. мащеха, ст.‑слав. сажда |
| рус. ма́чеха, са́жа     | словац. macocha, sadza      | болг. ма́щеха, са́жда                 |
| укр. ма́чуха, са́жа     | пол. macocha, sadza         | макед. маќеа, саѓи (мн.)            |
| бел. ма́чаха, са́жа     | в.-луж. macocha, sazy (мн.) | сербохорв. ма̏ћеха, *сађа            |
|                       | н.-луж. macocha, saze (мн.) | словен. máčeha, sája                |

## Хронология

### Абсолютная хронология
М. Шекли датирует праславянскую йотацию V—IX веками н. э.

### Относительная хронология
Возникновение носовых гласных произошло после взаимодействий *nj > *n' и *mj > *ml', поскольку в противном случае в праславянском *vonja и *zemja дали бы *vǫja и zęja, а не *von’a и *zeml’a, как это было на самом деле.

## Типологические параллели
После падения редуцированных в некоторых славянских языках возникли новые сочетания согласных с [j], которые дали особые рефлексы, в частности, в белорусском, украинском и сербохорватском.
Аналогичные процессы происходили при формировании протогреческого языка из праиндоевропейского: из согласных перед j образовались различные аффрикаты и палатальные согласные. Позже, к древнегреческой эпохе, они упростились и по большей части потеряли палатальность.
- pj, bhj > pč > др.-греч. -πτ- (напр., βλάπτω < *βλαβjω, ср. βλάβη)
- lj > ľľ > др.-греч. -λλ- (напр., ἀγγέλλω < *ἀγγελjω, ср. ἄγγελος)
- tj, dhj, kj, ghj > čč > др.-греч. -σσ- = атт. -ττ-
- gj, dj > ǰǰ > др.-греч. zd
- mj, nj > ňň > др.-греч. n (с изменениями в предыдущих гласных)
- rj > řř > др.-греч. r (с изменениями в предыдущих гласных)
- Vwj, Vsj > Vjj > др.-греч.  ai, ei, oi, ui (где V — гласный)

(Лабиализация и слоговой характер согласных не указаны.)